# Большеклювый зуёк
Большеклю́вый зуёк, или толстоклю́вый зуёк  (лат. Anarhynchus leschenaultii), — вид птиц семейства ржанковых. Выделяют три подвида. Гнездится в бесплодной местности полупустынных районов Азии от Турции и Сирии на западе до горных систем Южной Сибири и республик Средней Азии на востоке. Зимует на морских побережьях Восточной Африки, Южной и Юго-Восточной Азии, Австралазии, где проводит время на песчаных и грязевых пляжах.
Пуглив, при приближении хищника либо человека поворачивается к нему спиной и благодаря покровительственной окраске сливается с окружающей средой.
Латинское название вида дано  в честь французского ботаника Жана Батиста Лешено де ла Тура (1773—1826), известного своими коллекциями растений, собранными на территории Австралии и Индии, а также на острове Ява.

## Описание
Длинноногий, плотного телосложения кулик. Половой диморфизм хорошо выражен у взрослых птиц в брачном наряде. В его летнем наряде охристые и рыжие оттенки обильно представлены на темени, затылке, зашейке и груди в форме широкого пояса от одного бока к другому. Лоб белый с чёрной поперечной полосой; щёки и кроющие ушей чёрные; горло, шея и вся нижняя часть туловища преимущественно белые (за исключением упомянутого пояса на груди). Верхняя часть тела защитного серовато-бурого цвета с оливковым оттенком, несколько охристых перьев представлены в области между лопатками. В процессе послебрачной линьки рыжевато-охристые тона вымываются — верх становится монотонным серовато-бурым, пояс на груди — серым с несколькими бледно-палевыми перьями. Взрослая самка в течение всего года похожа на самца в зимнем наряде.
В полевых условиях птицу сложнее всего отличить от монгольского зуйка: у самцов обеих птиц летом на груди имеется ожерелье рыжевато-охристых перьев. Большеклювый зуёк несколько крупнее своего ближайшего родственника и обладает более длинным и массивным клювом (по этому признаку его также можно отличить от других азиатских пустынных зуйков), более длинными ногами и скорее вытянутой, а не округлой, формой головы. Кроме того, вокализация этих видов различна: трель большеклювого зуйка заметно тише и продолжительнее, чем более резкая у монгольского.
Общая длина 220—250 мм, размах крыльев 530—600 мм, масса 75—100 г.

## Распространение

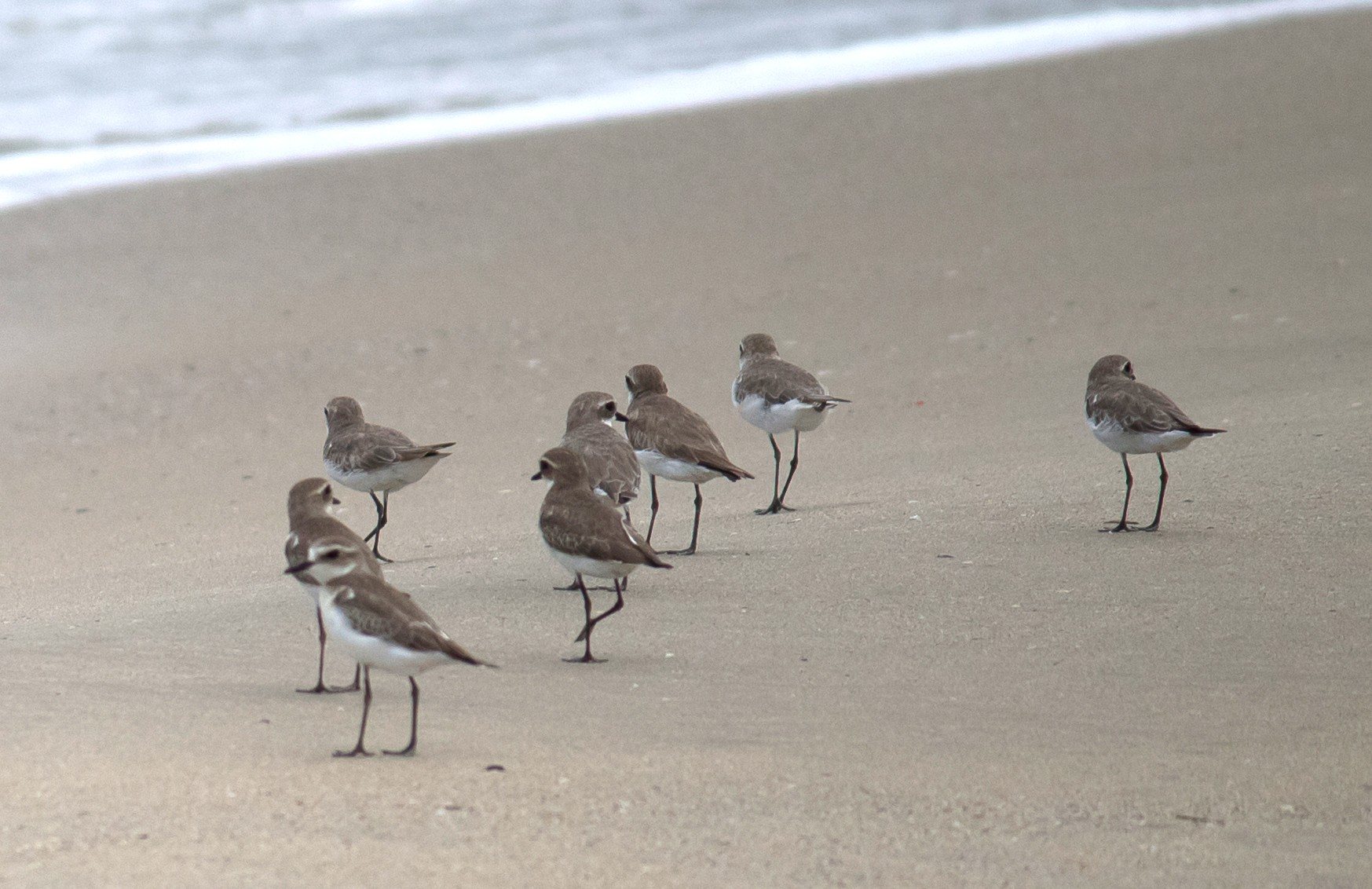
Стайка большеклювых зуйков на морском берегу в Индии (штат Керала)

Гнездится спорадически во внутренних засушливых областях Азии. Наиболее западные гнездовые участки известны в Турции, Сирии и Иордании. В пределах республик бывшего СССР имелись сообщения о гнездящихся птицах в Армении (степные участки западнее верховьев Аракса), восточном Азербайджане, Казахстане (полуостров Мангышлак, плато Устюрт), пустынных районах Средней Азии (Каракумы, Кызылкум, Бетпак-Дала, Балхашская котловина, район озера Иссык-Куль), в межгорьях Алтая (Чуйская степь), Тыве (к северу до хребта Танну-Ола). Восточная окраина ареала находится на территории Монголии: районы озёр Урэг-Нур и Орог-Нуур, юго-восточные склоны Хангая. Возможно также гнездование в северо-западном Китае (Синьцзян).
Типичные места обитания в гнездовой период — открытые сухие участки равнин с глинистыми почвами, часто покрытые мелким щебнем, с крайне скудной солончаковой растительностью. Зачастую селится в совершенно бесплодной щебенистой местности вдалеке (до 20 км) от источников воды, где не представлены другие представители орнитофауны.
Условия обитания в зимний период кардинально отличаются от таковых в летний. Птицы проводят время на песчаных, илистых и коралловых отмелях морских побережий в тропических широтах от Восточной Африки до Зондских островов, Новой Гвинеи и Австралии. Часть птиц зимует на берегах Каспийского моря и в долине реки Атрек.

## Питание

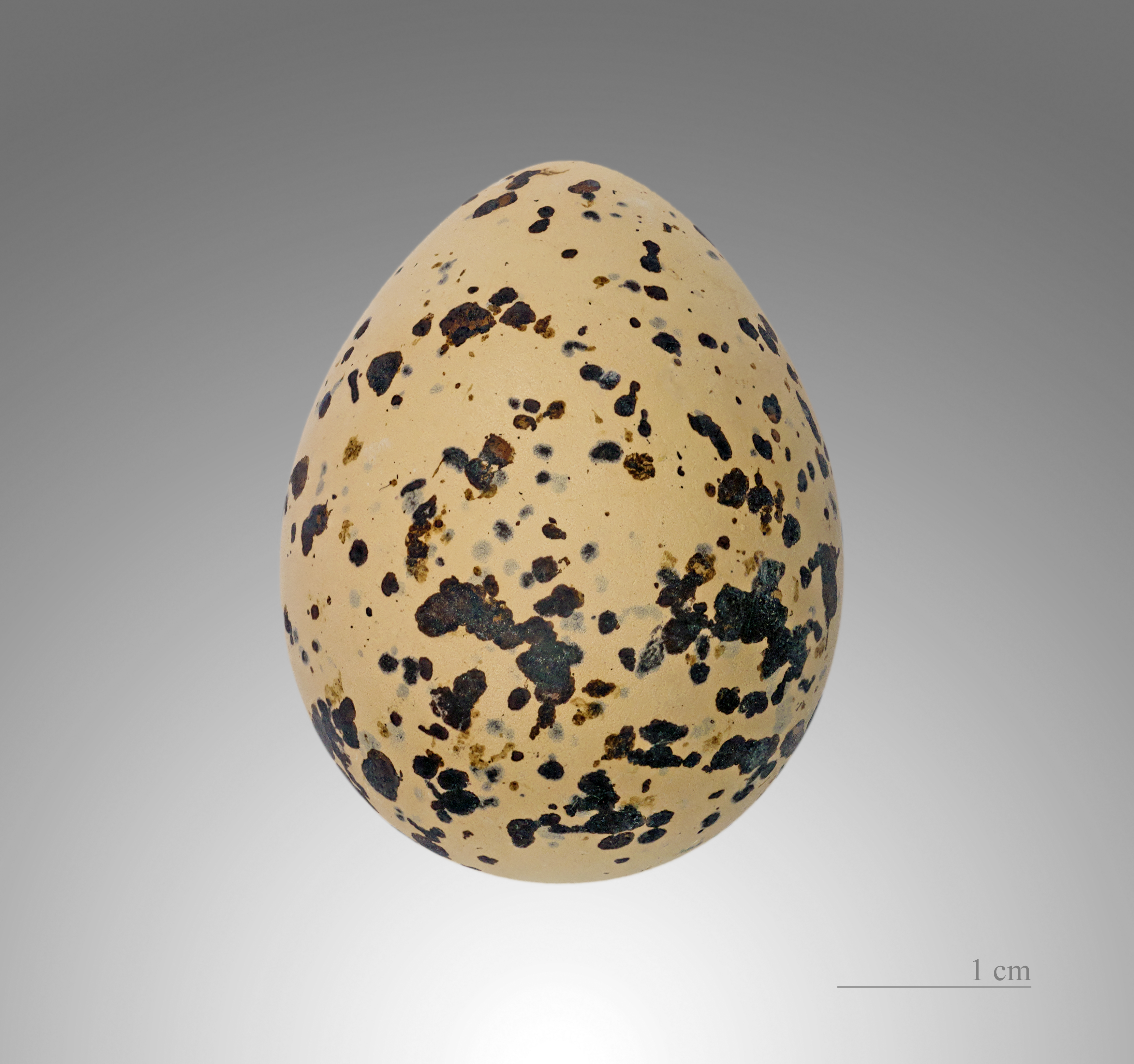
Яйцо большеклювого зуйка

Основу питания в гнездовой период составляют имаго и личинки наземных насекомых: жуки, комары, муравьи, термиты. Иногда употребляет в пищу ящериц. На зимних стоянках питается моллюсками, ракообразными, червями и теми же, что и летом, группами насекомых.

## Размножение
Приступает к размножению в апреле или мае. Гнездится открыто либо среди отдельных кустиков трав (полыни, солянки) на ровной площадке. Гнездо — плоская ямка в глинистом грунте, скудно выстланная стебельками и листьями злаков, иногда по краям очерченная сухими прутиками (с целью предотвратить перекатывание яиц). В кладке 3, редко 2 либо 4 яйца. Яйца имеют охристо-глинистый фон, поверх которого разбросаны чёрные и серые пятна, более густые ближе к тупому концу яйца. Размеры яиц: (37,2-40,3)—(26,6-29,3) мм. Насиживают их поочерёдно оба члена пары в течение не менее 24 суток. Потомство водят также оба родителя. Птенцы поднимаются на крыло в возрасте около 30 дней, после чего сразу становятся самостоятельными и рассеиваются.